# Montchauvet (Yvelines)
Montchauvet és un municipi francès, situat al departament d'Yvelines i a la regió de Illa de França. L'any 2007 tenia 290 habitants.
Forma part del cantó de Bonnières-sur-Seine, del districte de Mantes-la-Jolie i de la Comunitat de comunes del Pays Houdanais.

## Demografia

### Població
El 2007 la població de fet de Montchauvet era de 290 persones. Hi havia 116 famílies, de les quals 32 eren unipersonals (16 homes vivint sols i 16 dones vivint soles), 36 parelles sense fills i 48 parelles amb fills.
La població ha evolucionat segons el següent gràfic:
Habitants censats

### Habitatges
El 2007 hi havia 160 habitatges, 123 eren l'habitatge principal de la família, 34 eren segones residències i 3 estaven desocupats. 156 eren cases i 2 eren apartaments. Dels 123 habitatges principals, 106 estaven ocupats pels seus propietaris, 11 estaven llogats i ocupats pels llogaters i 6 estaven cedits a títol gratuït; 1 tenia una cambra, 3 en tenien dues, 17 en tenien tres, 29 en tenien quatre i 73 en tenien cinc o més. 99 habitatges disposaven pel capbaix d'una plaça de pàrquing. A 52 habitatges hi havia un automòbil i a 63 n'hi havia dos o més.

### Piràmide de població
La piràmide de població per edats i sexe el 2009 era:
| Homes | Edats   | Dones |
| ----- | ------- | ----- |
| 0     | 95 o +  | 0     |
| 4     | 90 a 94 | 0     |
| 4     | 85 a 89 | 4     |
| 8     | 80 a 84 | 4     |
| 0     | 75 a 79 | 12    |
| 4     | 70 a 74 | 8     |
| 4     | 65 a 69 | 4     |
| 0     | 60 a 64 | 4     |
| 12    | 55 a 59 | 12    |
| 16    | 50 a 54 | 16    |
| 16    | 45 a 49 | 4     |
| 12    | 40 a 44 | 20    |
| 4     | 35 a 39 | 4     |
| 8     | 30 a 34 | 4     |
| 0     | 25 a 29 | 4     |
| 0     | 20 a 24 | 4     |
| 12    | 15 a 19 | 4     |
| 8     | 10 a 14 | 8     |
| 8     | 5 a 9   | 8     |
| 4     | 0 a 4   | 4     |

## Economia
El 2007 la població en edat de treballar era de 185 persones, 139 eren actives i 46 eren inactives. De les 139 persones actives 134 estaven ocupades (71 homes i 63 dones) i 5 estaven aturades (3 homes i 2 dones). De les 46 persones inactives 17 estaven jubilades, 18 estaven estudiant i 11 estaven classificades com a «altres inactius».

### Ingressos
El 2009 a Montchauvet hi havia 119 unitats fiscals que integraven 294,5 persones, la mediana anual d'ingressos fiscals per persona era de 27.093 €.

### Activitats econòmiques
Dels 15 establiments que hi havia el 2007, 1 era d'una empresa de fabricació d'altres productes industrials, 4 d'empreses de construcció, 1 d'una empresa d'hostatgeria i restauració, 1 d'una empresa immobiliària, 6 d'empreses de serveis, 1 d'una entitat de l'administració pública i 1 d'una empresa classificada com a «altres activitats de serveis».
Dels 5 establiments de servei als particulars que hi havia el 2009, 2 eren paletes, 1 lampisteria, 1 electricista i 1 restaurant.
L'any 2000 a Montchauvet hi havia 6 explotacions agrícoles.

## Poblacions més properes
El següent diagrama mostra les poblacions més properes.